# Касперский, Антон Антонович
Антон Антонович Касперский (23 октября 1885, Игумен — 18 января 1936) — советский шахматист первой категории, шахматный организатор, журналист, редактор. Работал главным бухгалтером. Читал лекции начинающим бухгалтерам.

## Биография
В 1912 г. в Варшавском русском собрании взял первый приз (играл под псевдонимом Петров).
Участник двух чемпионатов СССР (1925 и 1927 гг.).
Победитель одного из соревнований «Турнира городов» 3-го чемпионата СССР (1924 г.). Разделил в своем финале 1—2 места с И. Л. Майзелисом, благодаря лучшим дополнительным показателям вышел в финал, где сыграл вничью матч с Н. Н. Кутузовым.
Чемпион Минска 1923 г.
Серебряный призёр чемпионатов Белорусской ССР 1925 и 1932 гг. Бронзовый призёр чемпионата Белорусской ССР 1934 г.
Победитель турнира сильнейших шахматистов Минска (1923 г.).
В составе сборной Белорусской ССР бронзовый призёр всесоюзного командного турнира 1929 г.
С 1923 г. возглавлял шахматную секцию в Минске (вместе с Р. Шукевичем-Третьяковым, Р. Рубинштейном и др.).
В 1920-е гг. редактировал шахматный отдел в газетах «Савецкая Беларусь» и «Октябер», в начале 1930-х — в журнале «Чырвоная Беларусь» (вместе с Я. Е. Каменецким).
Был редактором шахматного отдела газеты «Звязда» где помещал материалы по шахматам и шашкам.
Был редактором книги «Курс концов партий» — первой шашечной книги, изданной в 1932 году на белорусском языке. Автором книги был Я. Х. Гордин.
Был наставником шахматной молодёжи, в том числе чемпионов Минска разных лет Л. И. Житкевича, Я. Е. Каменецкого, Ю. Настюшонка.

## Спортивные достижения
| Год  | Город     | Соревнование                                                     | + | − | = | Результат | Место         |
| ---- | --------- | ---------------------------------------------------------------- | - | - | - | --------- | ------------- |
| 1923 | Минск     | Чемпионат Минска                                                 |   |   |   | 22½ из 26 | 1             |
|      | Минск     | Турнир сильнейших шахматистов Минска                             |   |   |   | ?? из 17  | 1             |
| 1924 | Минск     | 1-й чемпионат Белорусской ССР                                    | 5 | 3 | 3 | 6½ из 12  | 5             |
|      | Москва    | «Турнир городов» (турнир Б, финальная группа № 2)                | 3 | 0 | 2 | 4 из 5    | 1—2           |
| 1925 | Минск     | 2-й чемпионат Белорусской ССР                                    | 7 | 2 | 2 | 8 из 11   | 2             |
| 1925 | Ленинград | 4-й чемпионат СССР                                               | 4 | 9 | 6 | 7 из 19   | 16            |
| 1927 | Москва    | 5-й чемпионат СССР                                               | 3 | 8 | 9 | 7½ из 20  | 18—19         |
| 1928 | Минск     | 4-й чемпионат Белорусской ССР                                    | 3 | 2 | 8 | 7 из 13   | 6—8           |
| 1929 | Одесса    | Всесоюзный командный турнир (сборная Белорусской ССР, 1-я доска) |   |   |   | 6 из 10   | Команда — 3-я |
| 1932 | Минск     | 5-й чемпионат Белорусской ССР                                    | 6 | 2 | 2 | 7 из 10   | 3—4           |
| 1933 | Минск     | 6-й чемпионат Белорусской ССР                                    |   |   |   | ?? из 11  | [ 12 ]        |
| 1934 | Минск     | 7-й чемпионат Белорусской ССР                                    | 7 | 1 | 7 | 10½ из 15 | 3—4           |